# The Battle of Hastings
The Battle of Hastings è un album in studio del gruppo progressive rock britannico Caravan, pubblicato nel 1995.

## Tracce
1. It's a Sad, Sad Affair – 3:23
2. Somewhere in Your Heart – 5:42
3. Cold as Ice – 4:09
4. Liar – 6:07
5. Don't Want Love – 6:48
6. Travelling Ways – 3:51
7. This Time – 5:19
8. If It Wasn't for Your Ego – 3:36
9. It's Not Real – 5:29
10. Wendy Wants Another 6" Mole – 2:25
11. I Know Why You're Laughing – 5:32

## Formazione
- Pye Hastings - chitarra, voce, cori
- Richard Coughlan - batteria
- Jim Leverton - basso, cori, voce
- Geoff Richardson - chitarra, clarinetto, mandolino, violino, fisarmonica, tamburello, viola, cori, altri strumenti
- Dave Sinclair - tastiera, cori
- Jimmy Hastings - clarinetto, flauto, sassofono